# Laze pri Gobniku
Laze pri Gobniku este o localitate din comuna Litija, Slovenia, cu o populație de 31 de locuitori.